# 視力

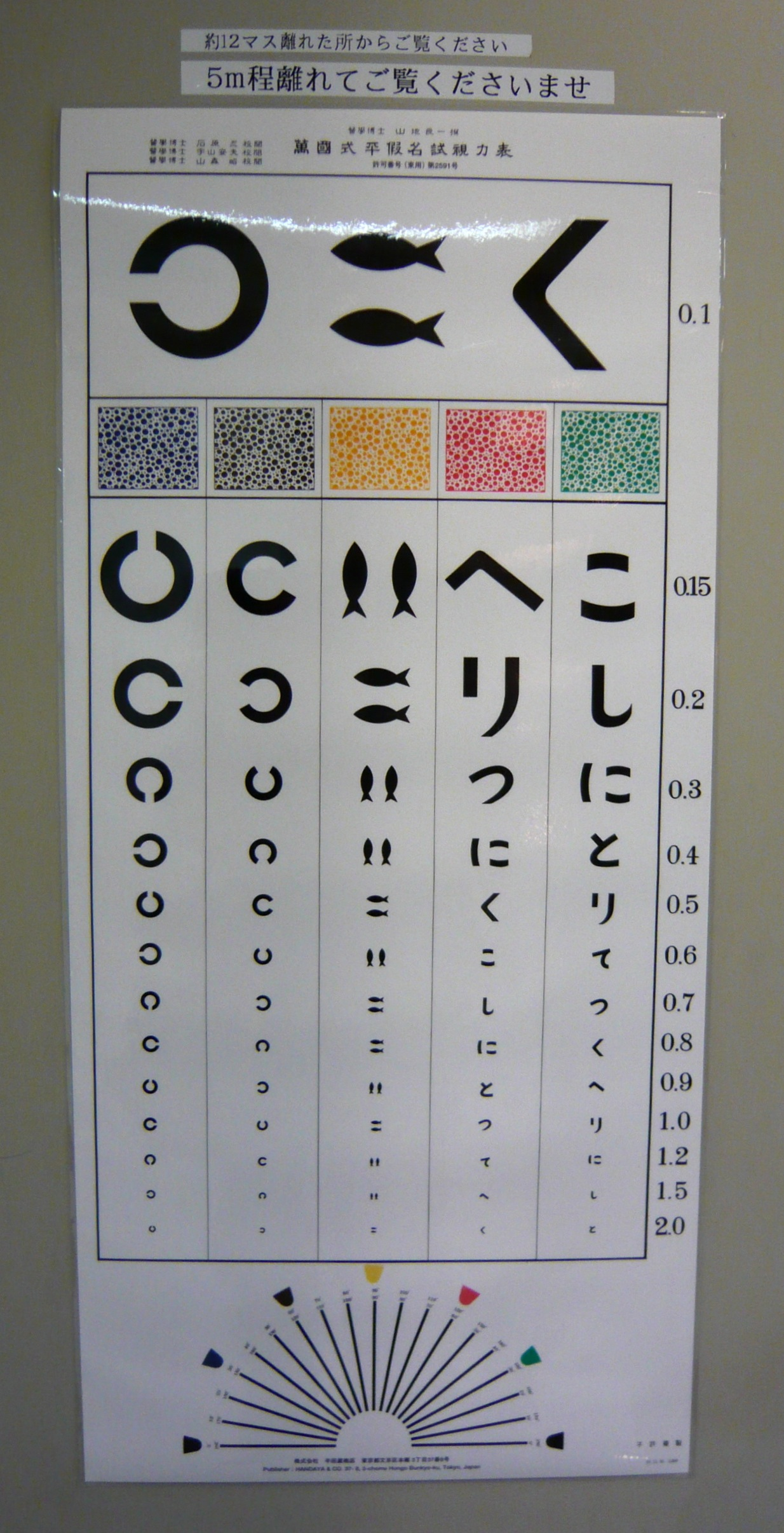
視力検査の視標

視力（しりょく）とは、目で物体を識別できる能力のことである。屈折異常、調節異常で視力が低下した場合は、屈折矯正を行うことで視力を良くすることが可能である。しかし、疾患により視力が低下した場合には、その要因を取り除かない限りの視力を良くすることはできない。なお、似たような言葉の「眼力」や「目力」は別物である。
運転・操縦などを行う資格を取得する際には、視力についての基準が定められている。

## 概要
生後間もない赤ちゃんは明暗の識別ができる程度で、目を正しく使うことによって視力が発達し、6歳頃までに大人と同様の視力が完成する。この間、外傷や疾患などが原因で目を正しく使う習慣が付いていないと、弱視の原因となりうる。
40歳前後からは、老視により近点視力が低下する場合がある。米国眼科学会は、40歳で、その後は2年ごとに目を検査することを勧める。

## 視力の分類

### 静止視力・動体視力
目および対象物が静止している場合の視力を静止視力と呼ぶ。これに対して動いている物体を視線を外さずに持続して識別する能力を動体視力と呼ぶ。動体視力には横方向の動きを識別するDVA動体視力と、前後方向の動きを識別するKVA動体視力がある。球技に関する能力の多くは動体視力と密接な関係があると言われ、訓練により動体視力は向上する。動体視力と静止視力は全く別のものと考えられており、静止視力が高くても動体視力が高いとは限らない。
動体視力は年齢とともに低下するため、70歳以上の運転者が運転免許証を更新する場合に義務付けられる高齢者講習では、運転適性検査の一つとして動体視力検査が行われている。

### 深視力
運転免許証の試験及び更新での視力検査で行なわれる深視力とは、遠近感や立体感を正しく把握する能力のことである。
準中型自動車（5t限定を除く）、中型自動車（8t限定を除く）、大型自動車、牽引自動車、第二種運転免許の新規取得時と更新時に義務付けられている。新規取得時に見えない場合は当然取得できない。更新時に見えない場合は普通一種に降格する。
運転免許試験においては三桿法(さんかんほう)が用いられる。三桿法は3本の黒く細い棒を並べ、左右の2本を固定した状態で中央の棒を被験者から見ると手前と奥へ往復的に動かし、3本の棒が並行になった時点でスイッチや声による合図を行い、その誤差を計測する。被験者から距離2.5メートルに置かれた稈の動きで検査するものであるが、奥行知覚検査器自体は小型化され、その距離や移動は見かけ上となっていたり視力検査を同時に行う機種もある。
運転免許試験においては、誤差が3回測定して平均2センチ以下で合格となる。平均で2センチであるため、誤差が0センチ、0センチであれば3回目が6センチであっても合格する。視力が弱かったり、乱視や不同視を十分に矯正していない場合、あるいはこうした異常がなくとも運動能力（特に反射神経や敏捷性、器用さ）が劣る場合はこの検査に合格できない場合が多い。
この検査に通らない場合、試験官から視力障害や、眼鏡使用者では掛けている眼鏡の度数が合っていないことが疑われることになるが、そもそも一般生活を送るに当たって、三桿法による深視力検査の経験を得ることはまずなく（眼科において立体視の検査に三桿法は用いられておらず、医学的に三桿法と立体視の検査方法の相関関係が証明されたのは、2014年の岡山大学の研究が初めてである）、二種免許・大型免許取得者であっても、優良運転者であるほど更新期間が長くなるため、数年に1回の試験や操作に慣れている者は稀である。指定自動車教習所においては、所在地の運転免許試験場に設置された奥行知覚検査器の同型機を用意して、教習生に操作に慣れさせる場合もある。
不合格の場合の対応は、試験場・警察署によって異なるが、10分以上の休憩を挟んで2回目を行い、不合格であれば後日再試験を行う場合、1回目の計測で誤差が大きい時点で、装置の操作方法の説明とともに中央の棒の最近、最遠、並んだ状態を示して再測定を行う場合、検査を連続して行って平均誤差が2センチ以下になる連続した3回で判断する場合、あるいは試験官が都度結果を助言する場合もある。極端な例では視力に頼らず、棒を動かすモーターの駆動音で最近、最遠を測り、タイミングだけで許容誤差に収める強者もいる。

### 中心視力・中心外視力
視力は網膜黄斑部中心窩で見た場合に最良となるため、その場合の視力を中心視力、その周辺で見た場合の視力を中心外視力と呼ぶ。

### 裸眼視力・矯正視力
視力矯正を行う器具を使用しない場合における視力を裸眼視力、もっとも高い視力の出るように眼鏡・コンタクトレンズで矯正したときの視力を矯正視力という。ただし、実際に処方される眼鏡やコンタクトレンズは必ずしももっとも高い視力が出る度数で処方されるとは限らない。裸眼視力と矯正視力を併記する場合は、矯正視力を括弧で括って表記する。補正視力と呼ばれることもある。
矯正視力で基準値に達しても、裸眼視力がある基準に達していないと、プロ野球の審判や、競馬の騎手など、就く事ができない職業もある。

### 片眼視力・両眼視力
片眼のみで見た場合の視力を片眼視力、両眼を同時に使って見た場合の視力を両眼視力と呼ぶ。両眼視力は片眼視力よりも若干良くなり、乱視がある場合等にその傾向が強くなる。両眼視によって深視力が高まる。

### 近見視力・遠見視力
5m以上の距離で測定されたものを遠見視力という。距離に対する最小視角（最小分離域）を測定したものが視力となる。通常日本では、5mの距離で直径7.5mm太さ1.5mm切れ目1.5mmのランドルト環が視認できれば視角1分となり、1.0に相当する。したがって、近見視力も同じように視角で判断される。日本国内で使用される近見視力表のほとんどは30cm用であり、遠見視力表と同じように、30cmで視角1分を視認できた場合1.0となるように制作されている。
遠見視力は、5mの距離で測定することで、正視、近視の目は、理論上、無調節状態で測定することになる。遠視の場合は無限遠（5m以上）離れて測定しても調節の介入が除去できない。
一方、近見視力は30cmの距離で測定するため3D（ディオプター）の調節が必要となる。正視の場合、3Dの調節ができないものを老眼という。たとえば、3Dの近視は理論上30cmに焦点が合っていることになるから、老眼鏡を使用せずに1.0の近見視力を有しても、老眼ではないとは言えない。
また、老眼か否かは、遠見の矯正視力、近見の矯正視力の双方を測定しないと判定できない。

## 視力検査
視力の検査を視力検査あるいは視機能検査という。

### 検査方法
視力検査には視標と呼ばれる目印を用いる。被検者は視力測定法ごとに定められた一定の距離の位置から視標を確認して判別し口頭（あるいは指で指し示す）により応答する。
複数の視標を視力ごとに配列した視力表（視力チャート）を専用の架台に掛けて用いることが多いが、最近では視力装置として特定の視標を光らせることのできる電光投影式のものが普及している。また、カード式や手持ち式などの単独視標が用いられることもあり、視標を一つずつ変えながら表示することができる液晶パネル式のものもある。最近では応答に方向キーのついたリモコン式のものを用いる場合もある。
ランドルト環などの視標を用いて片眼視力を測定する場合、被検者は5m離れた位置に立って他眼を遮眼子（しゃがんし。視力検査の際に用いる片目を覆う器具）で覆い、視力指示棒で指し示された指標（内部照明の電光投影式の視力表の場合には光っている視標）について応答する。そして、半数以上について判読可能（正答）な最小の視標が視力値となる。

### 視力表

#### ランドルト環

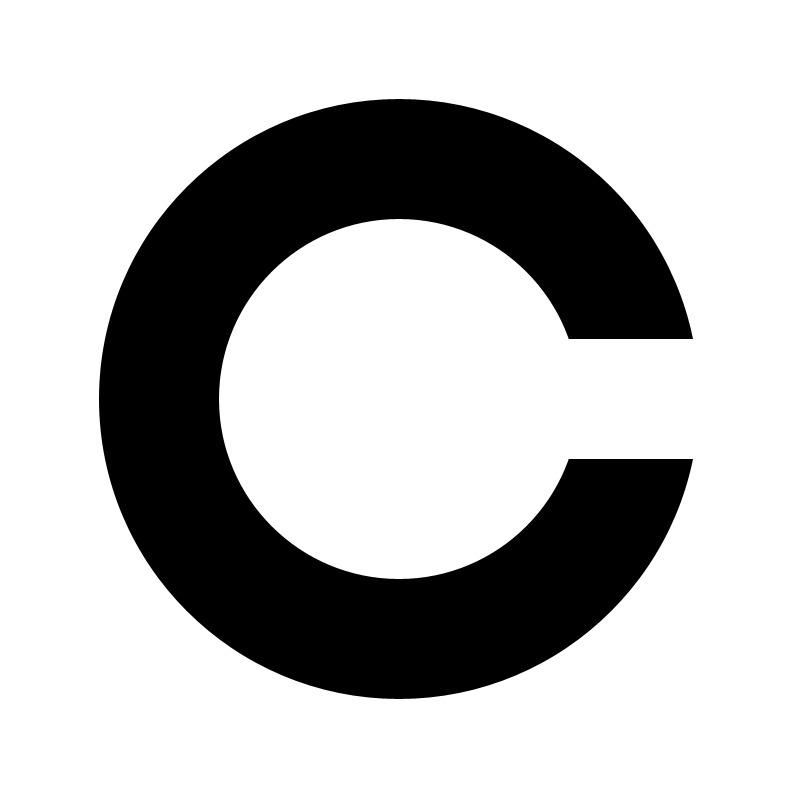
ランドルト環
円環全体の直径:円弧の幅:輪の開いている幅=5:1:1の比率である。

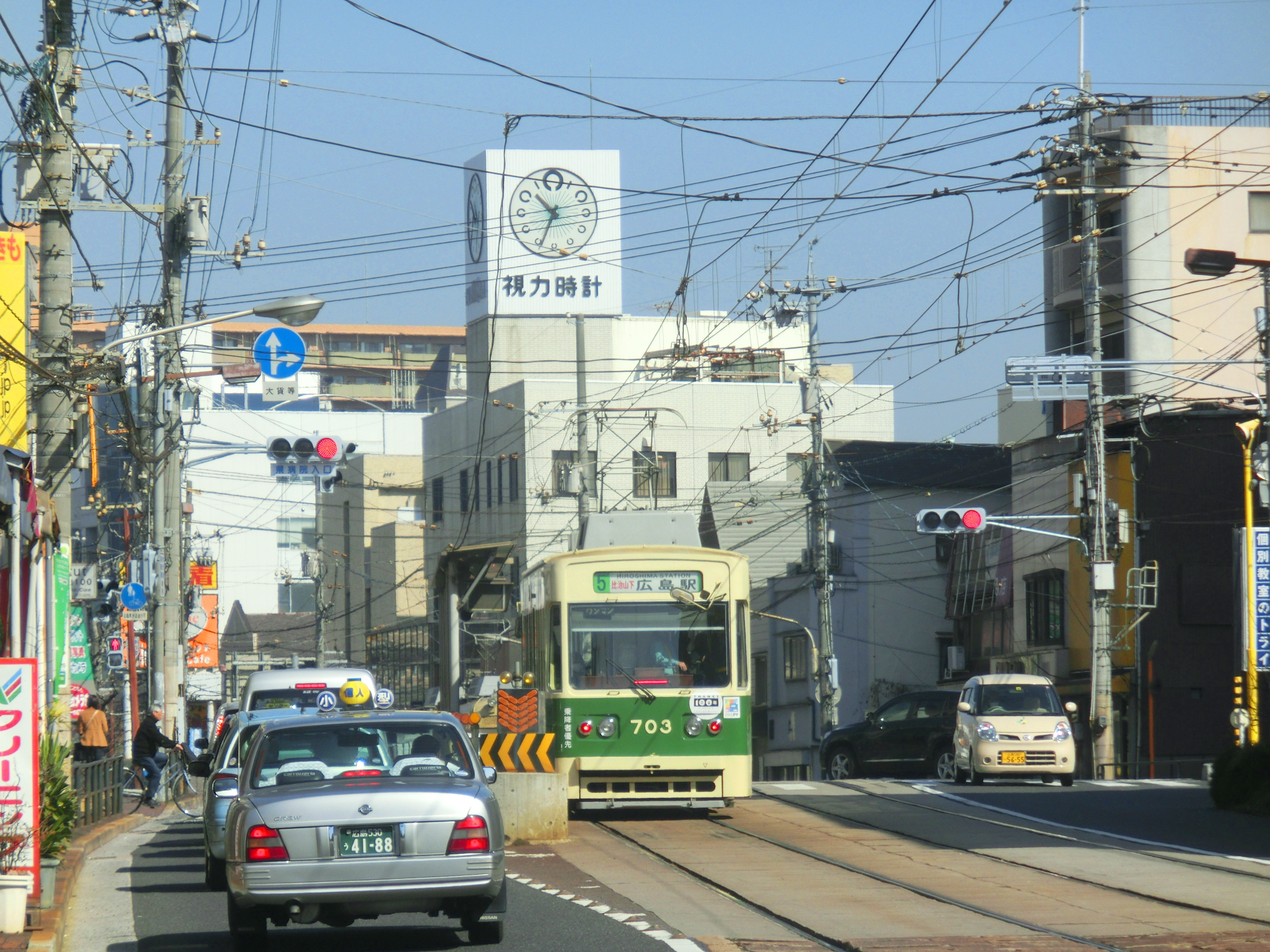
視力時計（広島市）

静止視力を測定する方法として日本において最も広く用いられている視標がランドルト環（ランドルト氏環）である。これは大きさの異なるC字型の環の開いている方向を識別することによって、2点が離れていることを見分けられる最小の視角を測定するものである。ランドルト環はフランスの眼科医エドムント・ランドルトによって1888年に発表され、1909年にイタリアの国際眼科学会で国際的な標準視標として採用された。国際標準ランドルト氏環と呼ばれる。国際規格と日本規格がある。
ランドルト環は黒色の円環で、円環全体の直径:円弧の幅:輪の開いている幅=5:1:1のサイズである。視力は分単位で表した視角の逆数で表す。例えば、5mの距離から約1.45mmの切れ目を判別できると視力1.0となる。日本では直径7.5mm、太さ1.5mm、の円の一部が1.5mm幅で切れている環を5m離れたところから見て正確に切れている方向がわかる能力を「視力1.0」としている。ISOでは直径7.272……（循環小数）mm、太さ1.4544……（同左）mmという数値が規定されている。通常の視力検査表には視力0.1から2.0までのランドルト環が描かれている。数値の大きなランドルト環が識別できるほど視力が良い。遠点視力の測定には5mまたは3mの距離を離して用いる視力検査表が用いられる。
近点視力の測定も同様の原理である。ただし紙に印刷された視力検査表ではなく、機械の内部に投影されたランドルト環を用いて測定することが多い。

#### その他の視標
ランドルト環以外の視標としては、アルファベットを用いるスネレン指標やE字型のみを用いるEチャート、その他平仮名や片仮名が用いられることもある。
アメリカなどではアルファベットを用いるスネレン指標やE字型のみを用いるEチャートを使うのが一般的である。
ランドルト環と他の視標を組み合わせた視力表もあり、大島式（ひらがなとの組み合わせ）、中村式（ひらがな・数字との組み合わせ）、石原式（カタカナとの組み合わせ）、山地式（魚二匹のシルエットが平行に並んだ双魚視標との組み合わせ）などがある。また、ランドルト環では幼児が応答の点で困難なことが多いことから、幼児用の視力表（幼児用石原式視力表など）では動物のシルエットを用いた絵視標や人差し指の方向をシルエットにした絵視標が用いられている。絵視標で検査のできない乳幼児の場合には、より複雑な模様に注目するという性質を利用して、平均すると同じ明度となる白黒の縞模様と灰色の板を同時に見せ、縞模様と灰色の区別がつかなくなる点を視力として評価する方法がある。

#### 視力の表記

##### 小数視力
日本においては、『0.7』『1.0』といった小数表記の小数視力が一般的である。視力が0.1未満で最も大きいランドルト環が見えない場合には、距離を順に近づけていき、例えば5m用の検査表で3mまで近づけてランドルト環が識別できれば視力を0.1×3/5=0.06とする。視力が0.01未満の場合には、指の本数を確認できる距離で表す「指数弁」（例：30センチ/指数弁）、目の前で手のひらの動きが分かる「手動弁」、明暗を識別できる「光覚弁」、明暗が分からない「盲」または「光覚なし」と表記される。
学校検診などの場においては、370方式を用い、検査を簡略化している。
A（1.0以上）は正常視力、B（0.7以上1.0未満）は教室の一番後ろの席でも黒板の文字が見える最低限の視力、C（0.3以上0.7未満）は教室の後ろの方の席では黒板の文字が見えにくい視力、D（0.3未満）は教室の一番前の席でも黒板の文字が見えにくい視力である。

##### 分数視力
アメリカやイギリスを含むヨーロッパ圏の国々などの場合は、『20/20』『6/6』のように分数で表す。分子が検査距離（20フィートもしくは6メートル）を表し、分母が『被験者がようやく弁別できる視標を、健常者（視力1.0の人）がどこまで下がって弁別できるかという距離』を表す。たとえば『20/40』の場合はこの被験者が20フィートでようやく見える視標を健常者は40フィートの距離から見える、という意味である。ただし簡単に言えば分数をそのまま小数に置き換えれば、小数視力の表記と一致する。すなわち、『20/40』は『0.5』に相当し、『6/60』は『0.1』に相当する。

##### logMAR視力
小数視力、分数視力ともに単位としては上述のように角度（視角）の逆数であり、算術的な解析には向かず、各段階の間隔が不均一であるという問題点（1.0と0.9の差と、0.3と0.2の差は等価ではない）がある。これに対し、視角の常用対数を単位とした視力表記にlogMAR視力がある。小数視力1.0はlogMAR 0.0に、小数視力0.1はlogMAR +1.0に、小数視力2.0はlogMAR -0.3に相当する。logMAR視力は値が小さいほど視力がよいことになる。
さらに細かい視力の変化を議論するためにETDRS視力表を用いる方法がある。ETDRS視力表には1行に5文字が並び、同じ行の中でも文字の読みにくさの違う文字が配置され、読めた総文字数で表記する。ある行の読みにくい文字と次の行の読みやすい文字が等価となるようにデザインされた視力表である。1文字でlogMAR値の0.02に相当し、logMAR視力よりも細かい評価が可能である。小数視力1.0はETDRS 85文字に、小数視力0.1はETDRS 35文字に、小数視力2.0はETDRS 100文字に相当する。
絵視標や縞視力を含め、5mの視力表以外の方法で測定した視力を便宜上小数視力に換算して表記することがあるが、その場合には他の視力測定法であることを注釈として明記することが望ましい。

## 視力回復
近視などで裸眼視力の悪い者がメガネやコンタクトレンズを装用せずに視力を向上させることを視力回復などと言うことがある。視力回復の方法は自宅で行うトレーニングから、レーシックやオルソケラトロジーなどの治療を行うことによっての実現まで数多く存在する。
ただし俗に言う視力回復トレーニングと称するものは医療行為ではなく、医学的根拠がない物が多い。またその際に使用される、ピンホール現象を用いた眼鏡などの機器も、国が認可した医療機器ではない。医療機器としては超音波治療器が存在するが、その効能・効果は「偽近視の抑制または緩解」であり、視力回復が目的ではない。サプリメントや健康器具のように、薬機法及び景品表示法に違反するような宣伝を行う企業も存在する。